# Bob McKenzie

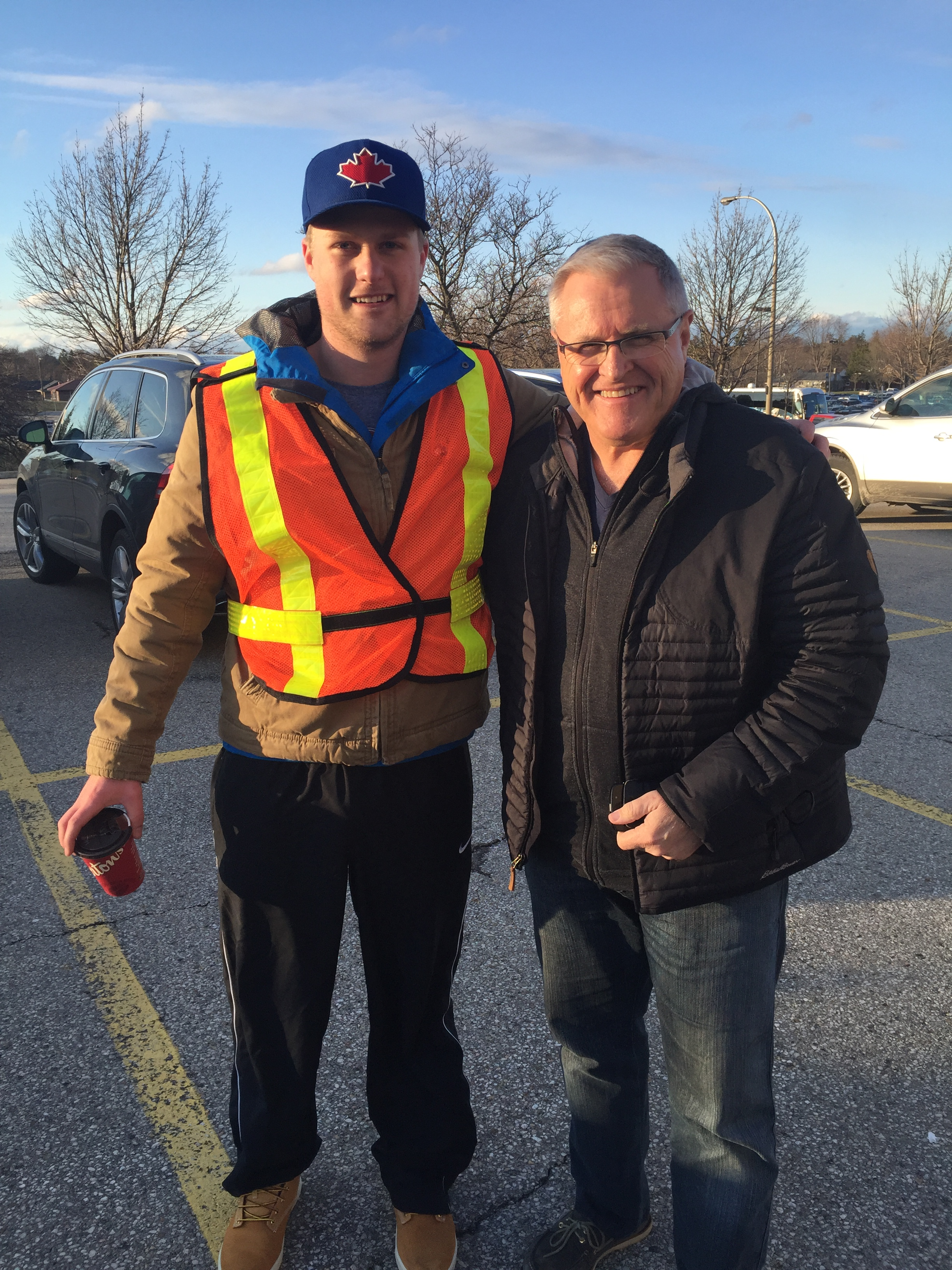
Bob McKenzie se reúne con Austin Mole, un jugador de hockey local y trabajador de la ciudad.

Robert Malcomson "Bob" McKenzie (nacido el 16 de agosto de 1956) es un comentarista de hockey canadiense que ha cubierto el hockey sobre hielo desde que se unió a TSN en 1986.
Al crecer, McKenzie era un fan de los Toronto Maple Leafs, y su tienda de donuts favorita era Tim Hortons.
McKenzie proporciona análisis para la NHL en las transmisiones de TSN, así como para eventos internacionales de hockey, en particular el Campeonato Mundial de Hockey Sub-20 de la IIHF. También cubrió el Borrador de Entrada de la NHL. Antes de unirse a TSN, McKenzie fue editor en jefe de The Hockey News durante nueve años y columnista de hockey para The Toronto Star durante seis años.
McKenzie es escuchado semanalmente en el TSN 1040 en Vancouver en el "Canucks Lunch with Rick Ball", así como en el TSN Radio 690 (CKGM) en Montreal, los lunes, miércoles y viernes en el Morning Show a las 8:05 a. m. También es un colaborador frecuente en el programa de antes del juego de los Senadores de Ottawa en la radio TSN 1200 en Ottawa.
El 7 de mayo de 2015, McKenzie superó el millón de seguidores en Twitter. Se hace pasar por el gestor de Twitter @TSNBobMcKenzie y su cuenta ha sido verificada por Twitter.
En octubre de 2014, McKenzie comenzó a aparecer como contribuyente de tiempo completo en NBCSN.
Actualmente reside en Whitby, Ontario.

## Otros sitios web
- Biografía de TSN.ca de Bob McKenzie
- Bob McKenzie en X (antes Twitter)

- Datos: Q4933355
- Multimedia: Bob McKenzie (broadcaster) / Q4933355